# Bici

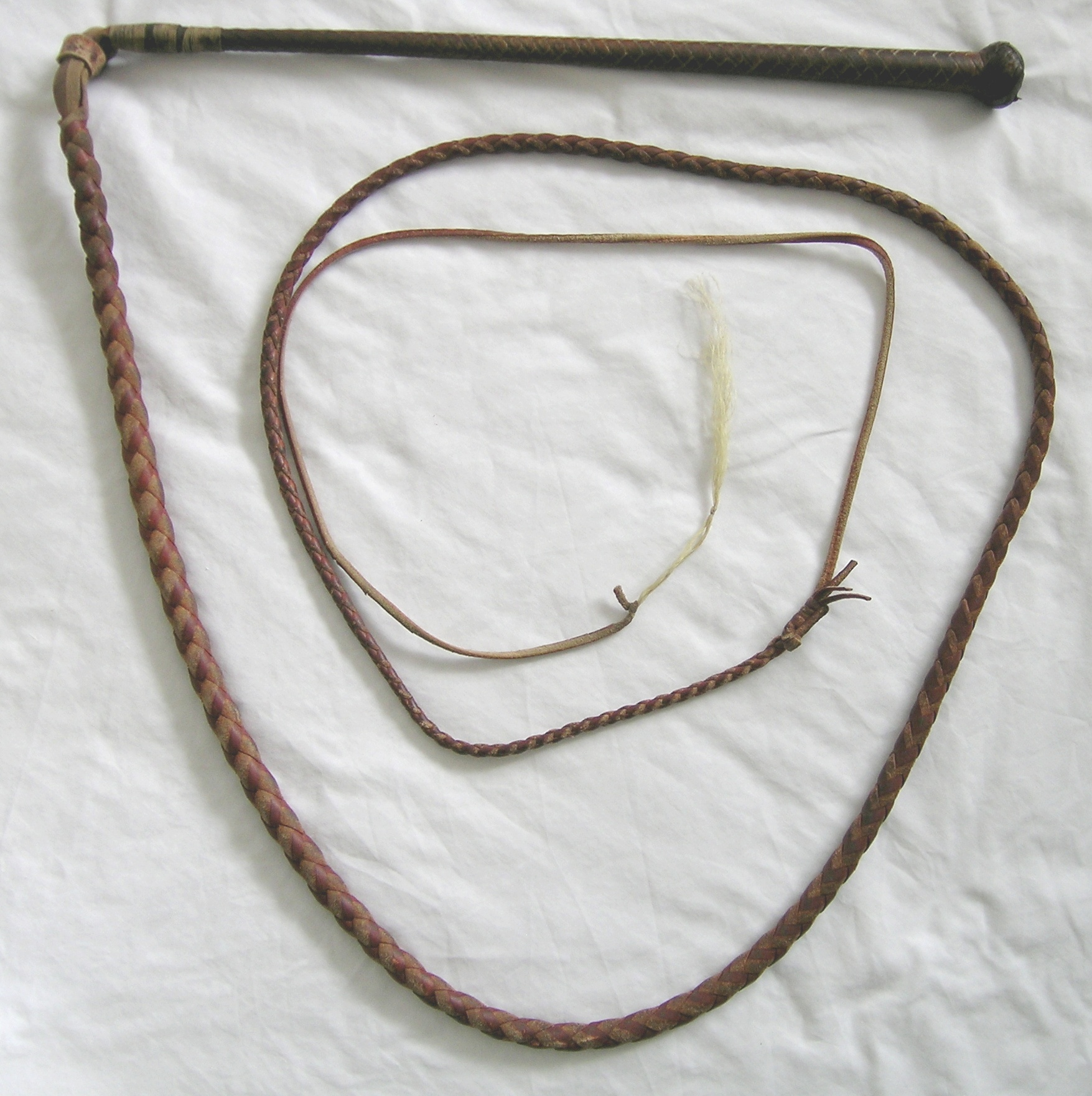
Bici

Biciul este un obiect alcătuit dintr-o împletitură de curele, uneori și șnururi legate de un băț sau mâner și care se folosește pentru flagelare.

## Întrebuințări
Bicele se folosesc pentru:
- pedepsire : biciuirea sclavilor de către stăpâni, pedepsire a păcătoșilor după legile islamice în special în cazuri de consum de alcool sau de întreținerea de relații sexuale în afara căsătoriilor
- violență stradală, domestică sau școlară mai ales în secolele trecute
- tortură în anumite perioade istorice, în deosebi în timpul Inchiziției sau Nazismului, se folosea flagelarea ca metodă de a obține informații și mărturii
- stimularea sexuală în unele practici și perversiuni sexuale, de exemplu sado-masochismul, se folosește flagelarea pentru stimularea sexuală
- autoflagelarea în practica religioasă în religii precum creștinismul și islamismul, mai ales cel șiit, se folosește ca practică de pedepsire a poftelor trupești
- rol ritual și de inițiere se practică în inițierea unor frății, organizații secrete precum și ca parte a unor rituale creștine, ex: recrearea patimilor lui Hristos.
- producerea de zgomote prin atingerea biciului cu solul, este des folosit în obiceiurile românești de anul nou. Zgomotul produs de bici are, mitologic, rolul de a alunga spiritele rele.
- mânarea cailor care trag la căruță și a altor animale, a cirezilor de vaci etc.